# Salman Sharida
Salman Ahmed Sharida (Al Muharraq, 19 maggio 1952) è un allenatore di calcio ed ex calciatore bahreinita, attuale CT dell'Al-Hidd.

## Carriera
Tra il 2010 e il 2011 è stato allenatore della Nazionale bahreinita, guidandola alla Coppa d'Asia.

## Palmarès

### Allenatore

#### Competizioni nazionali
- Bahrein Premier League: 2

Al-Muharraq: 2007-2008
Al hidd: 2015-2016
- Bahraini King's Cup: 1

Al-Muharraq: 2007-2008
- Bahraini Crown Prince Cup: 1

Al-Muharraq: 2007-2008
- Bahraini Super Cup: 2

Al Hidd: 2015, 2016

#### Competizioni internazionali
- Coppa dell'AFC: 1

Al-Muharraq: 2008